# Hafnarfjarðarkaupstaður
Hafnarfjarðarkaupstaður est une municipalité du sud-ouest de l'Islande dont le chef-lieu est la ville de Hafnarfjörður, en banlieue de Reykjavik.

## Géographie
Le territoire de la municipalité est formé de deux parties : l'une au nord comportant la ville de Hafnarfjörður au fond du fjord du même nom et des déserts de lave tels le Kappelluhraun ou le Skúlatúnshraun, l'autre au sud autour de Krýsuvík et Seltún. Ces deux parties sont séparées par la municipalité de Grindavíkurbær dans le secteur du Kleifarvatn, du Austurháls et des Brennisteinsfjöll.

### Localités limitrophes
| Océan Atlantique | Garðabær                | Garðabær    |
| Océan Atlantique | Hafnarfjarðarkaupstaður | Kópavogsbær |
| Vogar            | Grindavíkurbær          | Ölfus       |

## Jumelages
La municipalité de Hafnarfjarðarkaupstaður est jumelée avec :
- Frederiksberg (Danemark)[2]
- Tartu (Estonie)[3]
- Hämeenlinna (Finlande)
- Ilulissat (Groenland)
- Akureyri (Islande)
- Bærum (Norvège)
- Uppsala (Suède)
- Cuxhaven (Allemagne)
- Tvøroyri (Îles Féroé)
- Baoding (Chine)